# Książ Wielkopolski
Książ Wielkopolski (deutsch Xions, 1940–1943 Tiefenbach, 1943–1945 Schonz) ist eine Stadt mit etwa 2700 Einwohnern im Powiat Śremski der Woiwodschaft Großpolen in Polen. Sie ist Sitz der gleichnamigen Stadt-und-Land-Gemeinde mit 8471 Einwohnern (Stand 31. Dezember 2020).

## Geographische Lage
Die Stadt liegt südlich der Stadt Posen und 14 Kilometer südöstlich der Stadt Śrem (Schrimm).

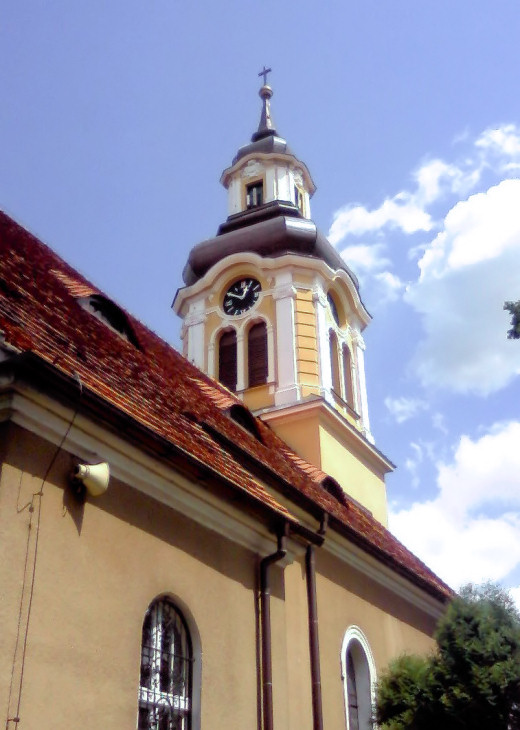
Stadtkirche

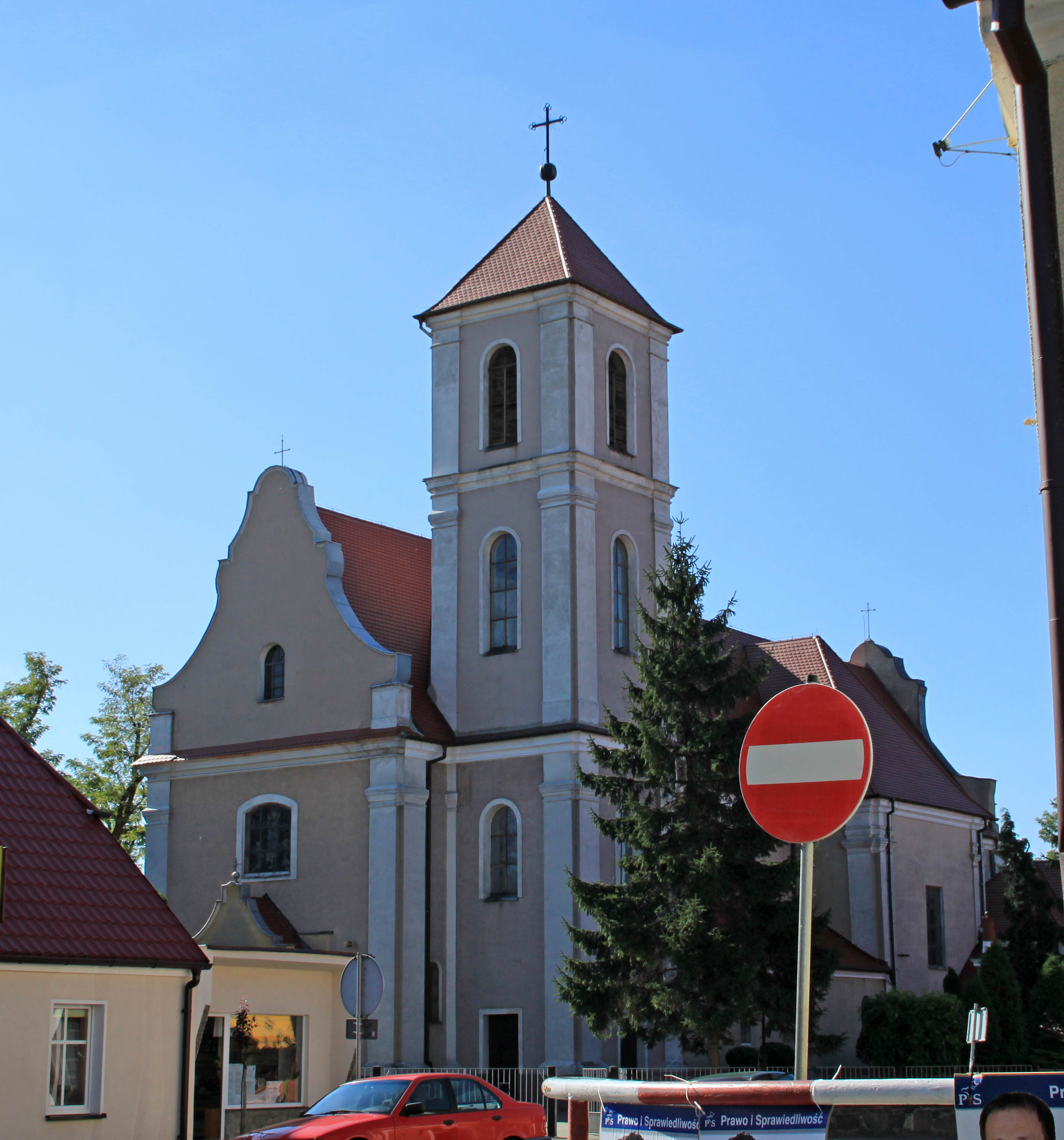
Kirche in Xions

## Geschichte
Die erste Erwähnung des Ortes erfolgte 1193, als ihn Mieszko III. dem Benediktinerkloster in Breslau überließ. Im Jahre 1273 wurde Xions Sitz eines Kastellans.
Vermutlich 1407 wurde Xions zur Stadt erhoben. In den folgenden Jahrhunderten blieb Xions ein Ackerbürgerstädtchen und war Besitz von vier polnischen Adelsfamilien. Die Stadt erhielt das Privileg für vier Jahrmärkte. Nach Einzug der Reformation fand hier im Jahr 1560 eine Kirchenversammlung der Lutheraner statt. 1793 kam die Stadt zu Preußen. Seit 1818 gehörte die Stadt dem Kreis Schrimm in der preußischen Provinz Posen an.
Im April 1848 war Xions Schauplatz eines gegen Deutsche und Juden gerichteten polnischen Aufstandes in Preußen unter Florian Dąbrowski; bei der Schlacht vom 29. April 1848 wurde die Stadt teilweise niedergebrannt. Im 19. Jahrhundert entstanden in Xions einige keramische Betriebe, und die Töpferei wurde zur Haupterwerbsquelle der Bürger.
Xions hatte zum Ende des 19. Jahrhunderts 962 Einwohner, der Ort besaß eine evangelische und eine katholische Kirche sowie eine Synagoge. Nach dem Ersten Weltkrieg musste die Stadt 1920 aufgrund der Bestimmungen des Versailler Vertrags an die Zweite Polnische Republik abgetreten werden.
1939 wurde die Stadt von der deutschen Wehrmacht besetzt. Danach erfolgten Zwangsaussiedlungen von jüdischen Bürgern und am 20. Oktober 1939 Hinrichtungen in der Stadt. Von der lokalen deutschen Besatzungsbehörde wurde die Stadt zunächst in Tiefenbach umbenannt, durch das Innenministerium in Berlin wurde der Name 1943 nochmals in Schonz abgeändert.
Gegen Ende des Zweiten Weltkriegs wurde die Region im Frühjahr 1945 von der Roten Armee besetzt. Nach Kriegsende wurde Xions, das zu der Zeit 1699 Einwohner hatte, wieder an Polen zurückgegeben. Die Stadt führt seither wieder den Namen Książ.

### Namensformen
Frühere Namensformen der Stadt lauten Kczin (1430), Kcynia (1441) und Kczynija (1480). Im 19. Jahrhundert war sie unter den Namen und Schreibweisen Kschonz, Xions, Xionds, Xiondz, Kschions, Xiądz, Xiąz und Ksiązek bekannt.

### Jährliche Einwohnerzahlen
- 1800: 0707, davon rund zehn Prozent Juden[1]
- 1817: 0775[1]
- 1837: 1017[1]
- 1861: 1067[1]
- 1900: 0962
- 1945: 1669

## Gemeinde
Zur Stadt-und-Land-Gemeinde (gmina miejsko-wiejska) Książ Wielkopolski mit einem Gebiet von 148 km² gehören die Stadt selbst und eine Reihe von Dörfern mit Schulzenämtern. Sie ist ländlich geprägt.

## Söhne und Töchter der Stadt
- Heinrich Graetz (1817–1891), deutsch-jüdischer Historiker
- Władysław Niegolewski (1819–1885), Politiker und Reichstagsabgeordneter
- Samuel Kristeller (1820–1900), Gynäkologe
- Karl Friedrich Scheithauer (1873–1962), Erfinder eines Stenografiesystems und Schriftsteller
- Theodor Hartwig (1878–1948), Gewerkschafter und Politiker (SPD)
- Joachim Gernhuber (1923–2018), Rechtswissenschaftler.
- Genowefa Błaszak (* 1957), Sprinterin